# 전진교
전진교(중국어 정체자: 全眞道, 간체자: 全真道, 병음: Quán Zhēn pài)는 중국 금나라 때 왕중양(1112년 - 1169년)이 주창한 도교의 신파이다. 강남의 정일교를 남종이라고 부른 것에 반하여，북종이라고도 불린다. 칠진인이라고 불리는 7인의 개종조의 수제자들이 교세의 확대에 힘쓰면서，점점 교단으로서의 체제를 갖추었다．
칠 진인은 다음의 7인을 말한다. 
- 마 옥 (단양자,丹阳子) - 우선파(遇仙派)
- 담처단 (장진자,長真子) - 남무파(南無派)
- 류처현 (장생자,長生子) - 수산파(隨山派)
- 구처기 (장춘자,長春子) - 용문파(龍門派)
- 왕처일 (옥양자,玉陽子) - 유산파(崳山派)
- 학대통 (광녕자,廣寧子) - 화산파(華山派)
- 손불이 (청정산인,清靜散人) - 청정파(清靜派)

그 교리의 뿌리는 왕중양이 지은 중양입교15토론의 안에 진술되고 있다. 여기에 설명되어 있는 내용은 이미 도교 본래의 불로장생 추구뿐만 아니라 불교 특히 선종의 영향이 진하게 보인다. 또한 후대 남송의 주자(1130년 - 1200년)가 세웠던 유교의 주자학에 많은 영향을 받았다.